# Eperua falcata

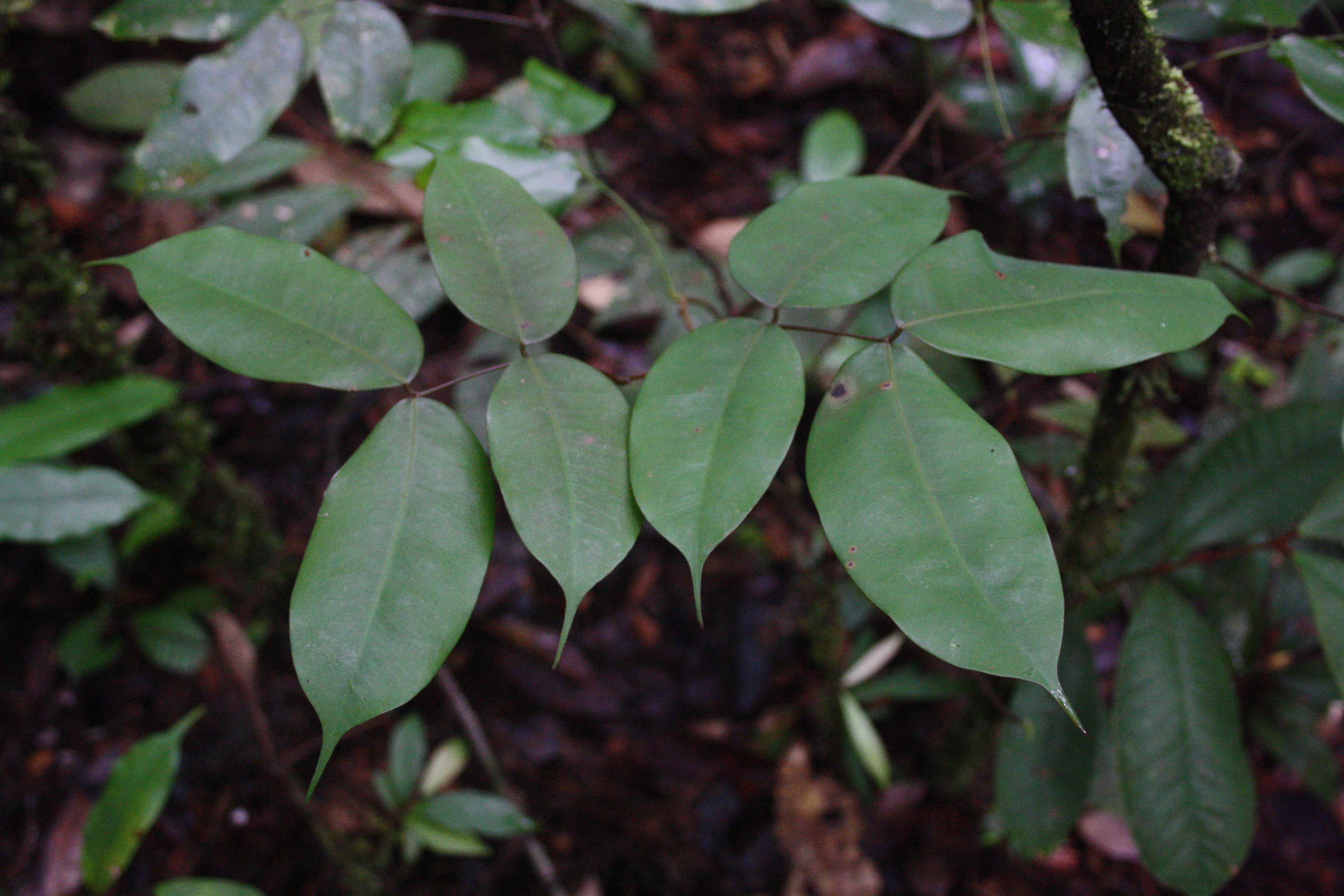
Blätter

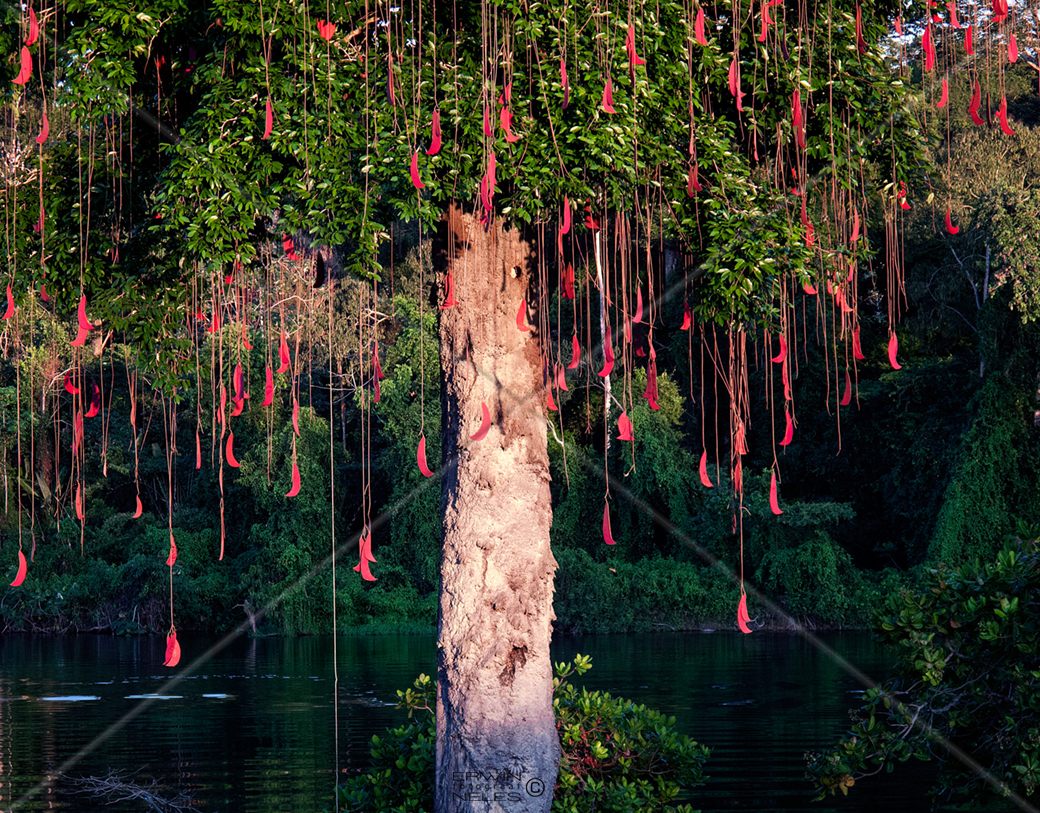
Herabhängende Hülsenfrüchte

Eperua falcata oder Wallaba, Wallababaum, ist ein Baum in der Familie der Hülsenfrüchtler in der Unterfamilie der Johannisbrotgewächse. Er kommt im nördlichen Brasilien, in den Guyanas und bis Venezuela und Kolumbien sowie in Trinidad vor.

## Beschreibung

### Vegetative Merkmale
Eperua falcata wächst als immergrüner Baum, mit oft ausladender Krone, bis 35–40 Meter hoch. Der Stammdurchmesser erreicht über 80 Zentimeter. Es werden Wurzelanläufe oder kleinere Brettwurzeln ausgebildet. Die bräunliche bis graue Borke ist leicht rau und leicht schuppig. Der Baum führt ein rötliches Gummi (Wallaba-Gummi).
Die gestielten, wechselständigen und paarig gefiederten Laubblätter besitzen 4–6 Blättchen. Die leicht ledrigen, kurz gestielten und dünnen, kahlen Blättchen sind ganzrandig, eiförmig bis elliptisch oder verkehrt-eiförmig und bespitzt oder zugespitzt bis geschwänzt. Der fast kahle Blattstiel ist 2,5–4,5 Zentimeter lang, die Blättchen etwa 8–14 Zentimeter und der kurze, rinnige, fast kahle Blättchenstiel etwa 4–5 Millimeter. Die fast kahle Rhachis ist 4–8 Zentimeter lang und die Blättchen sind etwas mit durchsichtigen Drüsen besetzt. Die kleinen Nebenblätter sind abfallend. Die jungen Blättchen sind rötlich.

### Generative Merkmale
Es werden endständige, an sehr langen Stielen (0,5–2 Meter) herabhängende, penduliflore und zusammengesetzt traubige, fast kahle Blütenstände gebildet. Die gestielten Blüten sind mit doppelter Blütenhülle. Es sind abfallende Trag- und zwei Vorblätter vorhanden. Der etwas kurzhaarige Blütenstiel ist mit einem „Gelenk“ unterteilt. Es ist ein kurzer, becherförmiger, außen leicht bräunlich, kurzhaariger und grüner Blütenbecher, mit innen einigen Nektardrüsen, ausgebildet. Die 4 ungleichen, dicklichen, grünlichen Kelchblätter sind bootförmig, innen weißlich bis rosa, rötlich und kahl sowie außen, mehr oder weniger rot-bräunlich, kurzhaarig. Es ist ein großes, rötliches und fächerförmiges Kronblatt und 4 stark reduzierte, kleine vorhanden. Die weiß-rötlichen, rosafarbenen und langen, 4–5 Staubblätter und die 4–5, etwas kürzeren Staminodien, mit kleinen Antheroden, sind unterseits in einer kurzen, behaarten Röhre verwachsen. Die freien Staubfäden, oberhalb der Röhre, der fertilen, langen Staubblätter sind kahl, die kürzeren der Staminodien sind teils behaart. Ein Staubblatt daneben ist frei und im unteren Teil behaart. Der etwa mittelständige, längliche und seidig behaarte Fruchtknoten ist gestielt, gynophor, mit einem langen, oft gebogenen, kahlen und rötlichen Griffel mit kopfiger Narbe.
Die Blüten werden überwiegend von Fledermäusen bestäubt, aber auch Kolibris und Wollbeutelratten wurden gesehen.
Es werden an sehr langen Stielen herabhängende, erst rosafarbene, rötliche, später braune, sehr flache und anfänglich leicht, kurz samtig behaarte, später verkahlende, leicht gebogene, sichel- oder macheten- bis krummsäbelförmige, holzige und spitze Hülsenfrüchte gebildet. Sie sind 20–33 Zentimeter lang, 6–9 Zentimeter breit und enthalten 2–5 abgeflachte, bis 3,3–4 Zentimeter große, rot-braune Samen mit dünner, sehr fein texturierter Samenschale und verdicktem Rand. Die Hülsen öffnen sich explosionsartig und schleudern die Samen ballochor viele Meter weit heraus.

## Taxonomie
Eperua falcata wurde 1775 von Jean Baptiste Christophore Fusée Aublet in Histoire des plantes del la Guiane françoise …  Seite 369 erstbeschrieben.

## Verwendung
Das recht schwere, harte, gut beständige, schlecht behandelbare Holz ist bekannt als (Soft, White) Wallaba oder Wopa, Wapa, sowie Palo machete.
Die Rinde und das Gummi werden medizinisch verwendet.